# 장학사
장학사는 교육연구사와 함께 특정직에 속하는 교육전문직 공무원이다. 일반적으로 직속기관에 근무하는 교육전문직원을 교육연구사, 교육행정기관에 근무하는 교육전문직원을 장학사로 칭한다. 교육청과 교육청 산하기관에서 근무하는 일반행정직 공무원과는 별도로 분류되는 공무원으로, 교육경력 7년 이상인 자가 응시할 수 있는 직종이지만 실제로는 현직 교사가 응시하는 것이 보통이다.
- 시,도교육청의 장학사는 지방직, 교육부의 장학사는 국가직 공무원으로 분류되며, 교육직 공무원인 평교사가 소정의 전직 시험에 응시하여 임용된다.[2]

- 장학사로 전직하였다가 7년 근속 후 교육직으로 재전직시 교감으로 승진임용되는 특례가 존재하기 때문에, 일반승진에 비해 5년가량 빠른 교감 지명을 받을 수 있다. 때문에 승진 기간을 단축하길 원하는 교사들의 승진 루트로 활용된다.[3] 그러나 장학사로 근무하기 어려운 교사들에 한해서 장학사 전직 후 1년 안에 다시 교사로 재전직을 허락하는 사례도 있다.
- 한편, 교육전문직 경력은 관리자(교감, 교장)의 승진가산점에서 높은 비중을 차지하기 때문에, 현직 교감들이 교장 지명 순위를 앞당기기 위해 장학사로 전직하는 경우도 종종 있다.